# Ampilly-le-Sec
Ampilly-le-Sec és un municipi francès, situat al departament de la Costa d'Or i a la regió de Borgonya - Franc Comtat. L'any 2007 tenia 372 habitants.

## Demografia

### Població
El 2007 la població de fet d'Ampilly-le-Sec era de 372 persones. Hi havia 148 famílies, de les quals 36 eren unipersonals (20 homes vivint sols i 16 dones vivint soles), 44 parelles sense fills, 52 parelles amb fills i 16 famílies monoparentals amb fills.
La població ha evolucionat segons el següent gràfic:
Habitants censats

### Habitatges
El 2007 hi havia 182 habitatges, 150 eren l'habitatge principal de la família, 19 eren segones residències i 13 estaven desocupats. Tots els 180 habitatges eren cases. Dels 150 habitatges principals, 137 estaven ocupats pels seus propietaris, 10 estaven llogats i ocupats pels llogaters i 3 estaven cedits a títol gratuït; 1 tenia una cambra, 5 en tenien dues, 19 en tenien tres, 56 en tenien quatre i 69 en tenien cinc o més. 149 habitatges disposaven pel capbaix d'una plaça de pàrquing. A 112 habitatges hi havia un automòbil i a 26 n'hi havia dos o més.

### Piràmide de població
La piràmide de població per edats i sexe el 2009 era:
| Homes | Edats   | Dones |
| ----- | ------- | ----- |
| 0     | 95 o +  | 0     |
| 1     | 90 a 94 | 1     |
| 1     | 85 a 89 | 0     |
| 1     | 80 a 84 | 2     |
| 4     | 75 a 79 | 3     |
| 10    | 70 a 74 | 6     |
| 10    | 65 a 69 | 14    |
| 8     | 60 a 64 | 13    |
| 12    | 55 a 59 | 6     |
| 12    | 50 a 54 | 16    |
| 22    | 45 a 49 | 18    |
| 14    | 40 a 44 | 17    |
| 12    | 35 a 39 | 12    |
| 16    | 30 a 34 | 11    |
| 10    | 25 a 29 | 12    |
| 10    | 20 a 24 | 5     |
| 21    | 15 a 19 | 13    |
| 12    | 10 a 14 | 13    |
| 14    | 5 a 9   | 7     |
| 9     | 0 a 4   | 9     |

## Economia
El 2007 la població en edat de treballar era de 234 persones, 176 eren actives i 58 eren inactives. De les 176 persones actives 164 estaven ocupades (92 homes i 72 dones) i 12 estaven aturades (2 homes i 10 dones). De les 58 persones inactives 27 estaven jubilades, 18 estaven estudiant i 13 estaven classificades com a «altres inactius».

### Ingressos
El 2009 a Ampilly-le-Sec hi havia 148 unitats fiscals que integraven 354 persones, la mediana anual d'ingressos fiscals per persona era de 18.838 €.

### Activitats econòmiques
Dels 10 establiments que hi havia el 2007, 3 eren d'empreses de construcció, 1 d'una empresa de comerç i reparació d'automòbils, 3 d'empreses de transport, 1 d'una empresa d'hostatgeria i restauració i 2 d'empreses de serveis.
Dels 4 establiments de servei als particulars que hi havia el 2009, 1 era un paleta, 2 lampisteries i 1 restaurant.
L'any 2000 a Ampilly-le-Sec hi havia 10 explotacions agrícoles que ocupaven un total de 1.900 hectàrees.

## Equipaments sanitaris i escolars
El 2009 hi havia una escola elemental integrada dins d'un grup escolar amb les comunes properes formant una escola dispersa.

## Poblacions més properes
El següent diagrama mostra les poblacions més properes.